# José Antonio Virasoro
José Antonio Virasoro (Corrientes, c. 1815 - San Juan, 16 de noviembre de 1860) fue un militar argentino, caudillo federal de la provincia de Corrientes. Fue asesinado mientras ejercía el cargo de gobernador de la provincia de San Juan.

## Corrientes
Era el hermano menor de Benjamín Virasoro, quien tomaría la responsabilidad de ser el jefe de la familia. No tuvo prácticamente ninguna educación, y se dedicó a las tareas rurales.
Se unió al ejército del gobernador Genaro Berón de Astrada en 1839, como oficial al mando de sus peones. Tras la derrota de Pago Largo huyó al Brasil. Regresó cuando el último gobierno de Pedro Ferré y participó en las batallas de Caaguazú y Arroyo Grande. Regresó a Corrientes con los hermanos Madariaga, pero se pasó a las tropas del gobernador de la provincia de Entre Ríos, Justo José de Urquiza.
Cuando los Madariaga invadieron Corrientes, se unió a los revolucionarios, y fue quien depuso al gobernador Pedro Cabral. Pero poco después cambió de idea y se retiró junto a sus hermanos a Entre Ríos. Participó en las campañas que culminaron en las batallas de Laguna Limpia y Potrero de Vences. Cuando su hermano Benjamín asumió el gobierno provincial lo nombró comandante de fronteras, con asiento en Paso de los Libres. Al parecer, tomó severas represalias contra los enemigos de su familia, aunque los historiadores más imparciales recuerdan que todos los federales fueron acusados de crueles por sus enemigos, lo que dificulta discriminar quiénes lo fueron realmente.
Participó en una pequeña guerra contra el Paraguay en 1849, en un conflicto por el territorio de la actual provincia de Misiones.
Luchó en la campaña contra Manuel Oribe en 1851, y en la batalla de Caseros fue uno de los jefes de la división correntina, con el grado de teniente coronel.
Tras el derrocamiento de su hermano por los partidarios de Juan Pujol, apoyó varias de las tentativas que hizo el general Nicanor Cáceres para derribar a este. En 1857 fue ascendido a coronel por un decreto de Urquiza.

## San Juan
Cuando en octubre de 1858 fue asesinado el caudillo sanjuanino Nazario Benavídez, por una revolución apoyada por los unitarios de Buenos Aires, el presidente Urquiza intervino la provincia, enviando como máximo jefe militar a Virasoro. Este puso en la cárcel a varios de los complotados, mientras la Confederación Argentina declaraba la guerra al Estado de Buenos Aires, derrotándola y reunificando el país por medio del Pacto de San José de Flores.
En enero de 1859, Virasoro fue nombrado gobernador interino, y en septiembre fue confirmado con el carácter de gobernador titular. Sus relaciones con los unitarios sanjuaninos fueron pésimas, pero tampoco tuvo el apoyo popular en su propio partido, el federal. Gobernó rodeado de un círculo cerrado, en que la mayor parte de sus colaboradores eran correntinos. Se decía que despachaba sus asuntos de gobierno en idioma guaraní.
Los federales sanjuaninos pidieron al presidente Urquiza, y luego a su sucesor Santiago Derqui ayuda contra el “forastero”. Por su parte, los unitarios decidieron derribarlo por la fuerza.
Los conflictos por el gobierno de Virasoro tuvieron un principio de solución: una reunión entre Bartolomé Mitre, gobernador de la provincia de Buenos Aires, el presidente Derqui y Urquiza, realizada en el palacio San José en noviembre de 1860, dio como resultado un pedido de renuncia al gobernador Virasoro, firmado por todos ellos.
El mismo día, sin embargo, una banda armada, aparentemente enviada en su contra por el dirigente liberal Antonino Aberastain desde la vecina ciudad de Mendoza, lo atacó en su casa. El gobernador ensayó una débil defensa, pero fue asesinado. También murieron un hermano, un cuñado, varios oficiales y algunos funcionarios, además de provocar heridas en varias otras personas, entre ellos un niño, hijo de Virasoro, que murió con el niño en brazos.
Los diarios de Buenos Aires aplaudieron la revolución y la muerte del "tirano". Más tarde, los mismos diarios, que también habían aplaudido la muerte de Benavídez, condenarían la muerte de sus sucesores, los mismos que lo habían asesinado. Ese conflicto sería uno de los más importantes que llevarían al fracaso el Pacto de San José de Flores y a la batalla de Pavón. Esta última conduciría a una reunificación definitiva del país, pero con el partido federal proscripto.